# Réserve de faune de Gribingui-Bamingui
La réserve de faune de Gribingui-Bamingui est une aire protégée de la République centrafricaine située au nord du pays à proximité de la frontière tchadienne.

## Géographie
Elle est située dans la pointe nord de la préfecture de Nana-Grébizi sur la rive gauche de la rivière Bamingui, jusqu’au confluent avec la Gribingui. Elle est limitrophe à l’est du parc national de Bamingui-Bangoran situé sur la rive opposée du Bamingui.

## Limites
Au Nord et au Nord-Est, depuis le confluent de la rivière Koukourou avec la rivière Bamingui, la rive droite de la Bamingui jusqu'au confluent avec la rivière Gribingui.
À l'Ouest et au Sud-ouest, la rive droite de la Gribingui, puis la Mibi (ou Messi), puis la Kadjama, jusqu'à sa source 7° 18′ 50″ N, 19° 21′ 00″ E.
Au Sud, une ligne droite orientée 98° 05′ E, d'environ 7,7 km de long, jusqu'àu la source de la rivière Mandakouvou, puis la rive gauche de la Mandakouvou jusqu'au confluent de la rivière Djaba, puis la rive gauche de la Djaba en montant jusqu'àu premier affluent à la rive droite, puis la rive droite de cet affluent jusqu'au point  7° 25′ 00″ N, 19° 40′ 45″ E, puis une ligne droite 68° N-E, d'environ 1,5 km de long jusqu'à la source de la rivière Batri, 7° 25′ 20″ N, 19° 41′ 00″ E, puis la rive gauche de la Batri jusqu'au confluent avec la Koukourou.
À l'est, la rive gauche de la Koukourou jusqu'au confluent avec la Bamingui.